# فلسطینی‌ستیزی
فلسطینی‌ستیزی (به انگلیسی: Anti-Palestinianism) یا نژادپرستی ضدفلسطینی  ببه پیش‌داوری، نفرت جمعی و تبعیضی اشاره دارد که به دلایل گوناگون متوجه مردم فلسطین است. از اواسط قرن بیستم، این پدیده تا حد زیادی با نژادپرستی ضد عرب و اسلام‌هراسی همپوشانی داشته است، زیرا اکثریت قریب به اتفاق فلسطینیان امروز عرب و مسلمان هستند.   از نظر تاریخی، فلسطین‌ستیزی بیشتر با یهودستیزی اروپایی شناخته می‌شد، زیرا اروپایی‌های راست افراطی از یهودیان به عنوان بیگانگان نامطلوب از فلسطین متنفر بودند.
ضدیت مدرن با فلسطینیان ــ یعنی بیگانه‌هراسی یا نژادپرستی علیه فلسطینیان ــ که بیشتر در اسرائیل دیده می‌شود، در ایالات متحده آمریکا، لبنان، آلمان و شماری دیگر از کشورها نیز رایج است.
نژادپرستی ضد فلسطینی شامل مواردی چون «انکار حقوق بشر، کرامت برابر و ارزش انسانی فلسطینیان»، دفاع از خشونت علیه آنان، و امتناع از «به‌رسمیت‌شناختن فلسطینیان به‌عنوان مردمی بومی با هویتی جمعی» می‌شود. سونینا میرا، نویسنده و استاد پاکستانی، با استناد به شهزاد بشیر، استاد آمریکایی مطالعات اسلامی، در زمینهٔ برچسب‌زنی می‌نویسد: «یکی از جنبه‌های مهم ضدیت با فلسطینیان، پانیک اخلاقی است که دربارهٔ 'افراط‌گرایی' جوانان مسلمان و عرب‌تباران آمریکایی به‌راه انداخته می‌شود و اغلب با این اتهام همراه است که اگر این افراد از سیاست‌های دولت اسرائیل انتقاد کنند، به‌طور خودکار به یهودستیز بودن متهم می‌شوند.» به‌گفتهٔ مصطفی بیومی، ضدیت با فلسطینیان از موج مدرن اسلام‌هراسی پیشی گرفته و در شکل‌گیری آن مؤثر بوده است.

## شیوع بر اساس کشور

### کانادا
در سال ۲۰۱۸، ایو انگلر، نویسنده و کنشگر سیاسی، از عملکرد حزب دموکراتیک جدید کانادا (ان‌دی‌پی) در ارتباط با قطعنامهٔ فلسطین انتقاد کرد؛ قطعنامه‌ای که خواستار حمایت از تلاش‌ها برای ممنوع‌کردن «محصولات شهرک‌نشینی در بازارهای کانادا و به‌کارگیری دیگر اشکال فشار دیپلماتیک و اقتصادی برای پایان‌دادن به اشغال اسرائیل» شده بود. انگلر گفت این ماجرا «نشان داد که باید به‌طور مستقیم با ضدیت با فلسطینیان درون حزب مقابله کرد».
در سال ۲۰۲۰، دانشگاه تورنتو ظاهراً از استخدام والنتینا آزارووا به‌عنوان مدیر برنامهٔ بین‌المللی حقوق بشر (آی‌اچ‌آرپی) به‌دلیل فعالیت‌های طرفدارانهٔ او برای فلسطین جلوگیری کرد. دانیا مجید، رئیس انجمن وکلای عرب کانادایی (ای‌سی‌ال‌ای)، این تصمیم را مصداقی از آن دانست که «نژادپرستی ضد فلسطینی در کانادا زنده و فعال است».
در سال ۲۰۲۳، مدیر مدرسهٔ پارک وست در هلیفکس، نوا اسکوشیا پس از آن‌که به دانش‌آموزان فلسطینی گفته شد که اجازهٔ پوشیدن کوفیه در روز فرهنگی مدرسه را ندارند، بابت این ماجرا عذرخواهی کرد. فعالان فلسطینی و طرفداران فلسطین، ممنوعیت کوفیه را کنشی نژادپرستانه علیه فلسطینیان دانسته و در برابر ساختمان وزارت آموزش هلیفکس دست به اعتراض زدند.

### فرانسه
در مهٔ ۲۰۲۱، ژرالد دارمانن، وزیر کشور فرانسه، از پلیس خواست تا برگزاری یک تجمع طرفدار فلسطین در پاریس را ممنوع کند. سیهام اسبگ، روزنامه‌نگار پاریسی، این تصمیم را تجلی‌ای از «همبستگی استعمارگرایانهٔ فرانسه با نیروهای اشغال‌گر اسرائیلی» توصیف کرد.

### آلمان
ماتی شمؤئلف در مجلهٔ +۹۷۲ گفته است که احساسات ضد فلسطینی در آلمان رایج است. فلسطینیان ساکن آلمان از «سرکوب و جرم‌انگاری» علیه فلسطینی‌ها سخن گفته‌اند؛ از جمله خشونت پلیس در تجمع‌ها، تبعیض نژادی، سانسور، و نقض حقوق بشر. ماجد ابوسلمه، یکی از بنیان‌گذاران «فلسطین سخن می‌گوید» در آلمان، گفته است که ضدیت با فلسطینیان در این کشور رو به افزایش است. چپ‌گرایان آلمان، به‌ویژه جریان آنتی‌دویچ، به ابراز دیدگاه‌های ضد فلسطینی شناخته شده‌اند. بسیاری از صهیونیست‌های طرفدار اسرائیل که یهودی نیستند و در جناح چپ آلمان قرار دارند، ضدیت با فلسطینیان را نشانهٔ همبستگی خود با یهودیان می‌دانند.
در سال ۲۰۱۹، بوندستاگ جنبش بی‌دی‌اس را نوعی یهودستیزی در آلمان اعلام کرد. در واکنش، این جنبش این اقدام را محکوم و آن را مصداقی از ضدیت با فلسطینیان دانست. «کمیتهٔ ملی فلسطینی بی‌دی‌اس» در بیانیه‌ای این قطعنامه را «مصوبه‌ای ضد فلسطینی، مک‌کارتیستی و خلاف قانون اساسی که توسط پارلمان آلمان تصویب شده» خواند. برایان انو، موسیقی‌دان بریتانیایی، گفته است هنرمندان طرفدار فلسطین در آلمان با «سانسور و مک‌کارتیسم تفتیش‌گرانه» مواجه‌اند که ناشی از سیاست‌های دولت آلمان و گروه‌های ضد فلسطینی است.
در ۲۷ آوریل ۲۰۲۳، در آستانهٔ هفتاد و پنجمین سالگرد استقلال اسرائیل ــ که برای فلسطینیان به‌معنای هفتاد و پنجمین سالگرد نکبت است ــ اورزولا فون‌درلاین، سیاستمدار برجستهٔ آلمانی و رئیس کمیسیون اروپا، در اظهاراتی که از سوی وزارت خارجهٔ تشکیلات خودگردان فلسطین محکوم شد، اسرائیل را «دموکراسی پرنشاط خاورمیانه» توصیف کرد که «بیابان را شکوفا کرده» است. این اظهارات، «گفتمان تبلیغاتی»، «بازتولید کلیشهٔ نژادپرستانهٔ ضد فلسطینی» و «سفیدشویی اشغال‌گری اسرائیل» توصیف شدند.
روابط آلمان با فلسطین «پیچیده» توصیف شده است. در حال حاضر، نخبگان سیاسی آلمان «همانندسازی پرشوری با اسرائیل» از خود نشان می‌دهند که اغلب با گذشتهٔ این کشور تبیین می‌شود. با این حال، برخی تحلیل‌ها این گرایش را «پدیده‌ای کیفی و جدید در آلمان» می‌دانند که «تا حد زیادی ربطی به ملاحظات اخلاقی دوران نازی ندارد».
هانا ت. تسوبری استدلال کرده است که تجلی‌های آلمانیِ ضدیهودستیزی در آلمان ــ که از آن به‌عنوان «نشانگر اصلی هویت آلمان پس از جنگ» یاد شده است ــ می‌توانند فراتر از همانندسازی آلمانی‌ها با یهودیان بروند؛ گاه به حدی که غیریهودیان آلمانی را یهودی فرض کنند و آلمان را اسرائیل بدانند.
در سال ۲۰۲۰، گروهی از پژوهشگران و هنرمندان آلمانی آغاز به انتقاد از «شکار جادوگران» علیه کسانی کردند که همبستگی خود با فلسطینیان را ابراز می‌کنند. مرکز اروپایی حمایت حقوقی (ای‌ال‌اس‌سی) نیز آلمان را به نقض حقوق بشر متهم کرده است؛ به‌سبب قوانینی که به‌گفتهٔ این نهاد به سرکوب کنش‌گری‌های طرفدار فلسطین انجامیده‌اند و به‌ویژه یهودیان و فلسطینیان را تحت‌تأثیر قرار داده‌اند.
گروه «هنرمندان برای فلسطین» اعلام کرده است که آلمان شماری از هنرمندان را به‌سبب ابراز دیدگاه‌های طرفدارانه برای فلسطین مورد سانسور قرار داده است؛ از جمله کامله شمسی، کی تمپست، یانگ فادرز، طالب کویلی، ولید رعد و نیرت زومرفلد.

### اسرائیل

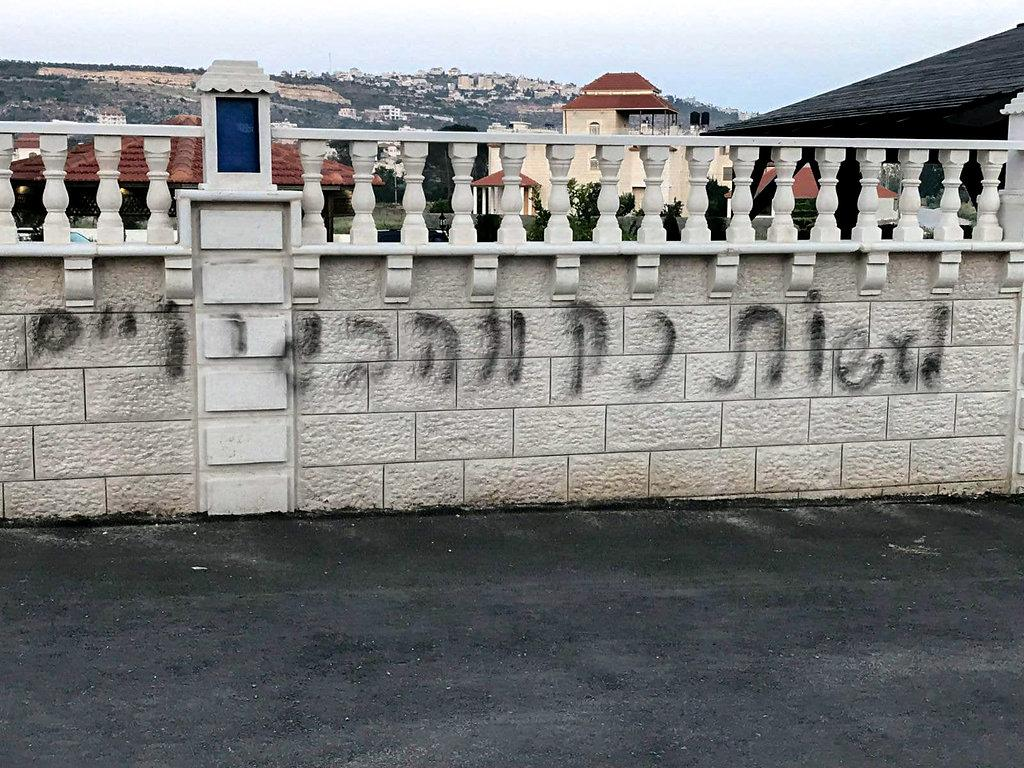
گرافیتی در تورموس آیا، که توسط شهرک‌نشینان اسرائیلی به جا مانده است: «از غیریهودیان انتقام بگیرید.»

فلسطینیان هدف خشونت از سوی شهرک‌نشینان اسرائیلی و هواداران آن‌ها هستند، به‌ویژه در کرانه باختری. در نوامبر ۲۰۲۱، بنی گانتز، وزیر دفاع اسرائیل، دربارهٔ افزایش چشمگیر در شمار درگیری‌ها میان شهرک‌نشینان و فلسطینیان در کرانه باختری ابراز نگرانی کرد؛ بسیاری از این درگیری‌ها ناشی از حملات ساکنان پایگاه‌های غیرقانونی شهرک‌نشینی به فلسطینیان ساکن روستاهای مجاور بود. خشونت شهرک‌نشینان همچنین شامل اقداماتی موسوم به «حملات برچسب قیمتی» است که واکنشی به اقدامات دولت اسرائیل، عمدتاً علیه اهداف فلسطینی و گاه علیه نیروهای امنیتی اسرائیل در کرانه باختری‌اند.
پلیس فلسطین از واکنش به اعمال خشونت‌آمیز شهرک‌نشینان اسرائیلی منع شده است؛ امری که اعتبار این نیرو را نزد فلسطینیان تضعیف می‌کند. از ژانویه تا نوامبر ۲۰۰۸، ۵۱۵ پروندهٔ کیفری در اسرائیل علیه شهرک‌نشینان به‌سبب خشونت علیه اعراب یا نیروهای امنیتی اسرائیلی گشوده شد؛ ۵۰۲ مورد از آن‌ها مربوط به «رادیکال‌های راست‌گرا» و ۱۳ مورد مربوط به «آنارشیست‌های چپ‌گرا» بود. در همان سال، یکی از فرماندهان ارشد اسرائیل در کرانه باختری اعلام کرد که هسته‌ای متشکل از چند صد فعال در خشونت علیه فلسطینیان و نظامیان اسرائیلی دخیل هستند. شماری از شخصیت‌های مذهبی برجسته یهودی ساکن سرزمین‌های اشغالی، به همراه برخی مقام‌های رسمی دولت اسرائیل، این رفتارها را محکوم کرده‌اند. بااین‌حال، توجیه‌های مذهبی نیز برای کشتار به‌دست شهرک‌نشینان ارائه شده است؛ از جمله استناد به قاعده‌ای از تلمود: «اگر کسی آمد تو را بکشد، پیش‌دستی کن و او را بکش.» رسانه‌های اسرائیلی گزارش دادند که نهادهای امنیتی این کشور از سال ۲۰۰۸ رویکرد سخت‌گیرانه‌تری نسبت به شهرک‌نشینان قانون‌گریز در پیش گرفتند. همچنین در سال ۲۰۱۱، بی‌بی‌سی گزارش داد که «اکثریت عظیم شهرک‌نشینان خشونت‌گرا نیستند، اما برخی مقامات دولتی اسرائیل اذعان دارند که با رشد افراط‌گرایی مواجه‌اند.» آمار دفتر هماهنگی امور بشردوستانه سازمان ملل متحد در سال ۲۰۱۱ نشان می‌داد که ۹۰٪ شکایت‌های فلسطینیان از شهرک‌نشینان که به پلیس اسرائیل ارائه شده، هرگز به صدور کیفرخواست نینجامیده است.
در قرن ۲۱، خشونت و اقدامات تروریستی شهرک‌نشینان اسرائیلی علیه فلسطینیان روندی فزاینده داشته است. در سال ۲۰۱۲، گزارشی از نمایندگان اتحادیه اروپا نشان داد که میزان خشونت شهرک‌نشینان طی سه سال منتهی به ۲۰۱۱ بیش از سه برابر شده است. بنا بر آمار دفتر هماهنگی امور بشردوستانه سازمان ملل متحد، نرخ سالانهٔ حملات شهرک‌نشینان (۲٬۱۰۰ حمله در طی ۸ سال) از سال ۲۰۰۶ تا ۲۰۱۴ نزدیک به چهار برابر افزایش یافته است.
در سال ۲۰۲۱، موجی دیگر از خشونت شهرک‌نشینان به وقوع پیوست که پس از کشته شدن یک نوجوان ۱۶ ساله شهرک‌نشین در جریان تعقیب و گریز با پلیس اسرائیل ــ پس از پرتاب سنگ به سوی فلسطینیان ــ آغاز شد. طی چند هفته، ۴۴ حادثه گزارش شد که به زخمی شدن دو کودک فلسطینی انجامید. در نیمهٔ دوم سال ۲۰۲۱، افزایش محسوسی در خشونت شهرک‌نشینان علیه فلسطینیان دیده شد که در شورای امنیت سازمان ملل متحد نیز محکوم گردید.
این خشونت‌ها پس از پیروزی یک دولت راست افراطی در انتخابات سال ۲۰۲۲ و اعلام برنامه‌هایی برای گسترش شهرک‌های اسرائیلی در قلمروهای فلسطینی، و نیز پس از حملهٔ حماس به اسرائیل در ۷ اکتبر ۲۰۲۳، شدت بیشتری یافت.
در سال ۱۹۹۴، یک شهرک‌نشین یهودی در کرانه باختری و از پیروان کاخ به نام باروخ گلدشتاین، در جریان قتل‌عام مسجد الخلیل، ۲۹ نمازگزار مسلمان فلسطینی را در غار مخپلا در الخلیل به قتل رساند. در مراسم تشییع جنازهٔ او، یک خاخام اعلام کرد که حتی یک میلیون عرب «ارزش یک ناخن یهودی را ندارند». گلدشتاین از سوی بیشتر جریان‌های مذهبی از جمله ارتدکس میانه‌رو محکوم شد، و بسیاری در اسرائیل او را فردی روان‌پریش توصیف کردند. دولت اسرائیل این کشتار را محکوم کرد و حزب کاخ را غیرقانونی اعلام نمود.
ارتش اسرائیل در پی این کشتار، طی ناآرامی‌های پس از آن، ۹ فلسطینی دیگر را نیز کشت، و دولت اسرائیل به‌شدت آزادی رفت‌وآمد فلسطینیان را در الخلیل محدود کرد، در حالی که به شهرک‌نشینان اجازهٔ تردد آزادانه داد. با اینکه اسرائیل تعداد اندکی (۱۸ نفر) از شهرک‌نشینان را از ورود به مناطق فلسطینی منع کرد و از آنان خواست سلاح‌های نظامی‌شان را تحویل دهند، اما درخواست ساف مبنی بر خلع سلاح همهٔ شهرک‌نشینان و اعزام نیروی بین‌المللی برای حفاظت از فلسطینیان را نپذیرفت.
قبر گلدشتاین به زیارتگاهی برای تندروهای یهودی بدل شده است. ایتامار بن‌گویر، وزیر امنیت ملی اسرائیل در دولت کنونی، بنا بر گزارش‌ها، تصویری از گلدشتاین را در اتاق نشیمن خود نگه داشته و آن را ادای احترام می‌داند.
بر پایهٔ پژوهشی از آونر بن-آموس، استاد دانشگاه تل‌آویو، اشغال سرزمین‌های فلسطینی توسط اسرائیل به‌ندرت در کتاب‌های درسی اسرائیل یا در آزمون‌های دیپلم دبیرستانی مطرح می‌شود. زندگی و دیدگاه‌های فلسطینیان به‌ندرت مورد اشاره قرار می‌گیرد؛ رویکردی که بن-آموس آن را «انکار تفسیری» می‌نامد. در بیشتر کتاب‌های درسی اسرائیلی، «کنترل یهودیان و موقعیت فرودست فلسطینیان به‌عنوان وضعیتی طبیعی و بدیهی ترسیم می‌شود که نیازی به تفکر دربارهٔ آن وجود ندارد».
بر اساس همین مطالعه، یکی از کتاب‌های اصلی آموزش شهروندی که در دبیرستان‌های اسرائیل استفاده می‌شود، هیچ اشاره‌ای به محدودیت‌های حقوقی میلیون‌ها فلسطینی ساکن کرانه باختری تحت اشغال نظامی اسرائیل نمی‌کند. موضوع کلی اشغال که پیش‌تر در نسخه‌های قبلی این کتاب آمده بود، در ویراست جدید ــ که زیر نظر وزرای آموزش راست‌گرا تهیه شده ــ به چند جملهٔ کوتاه تقلیل یافته است. کتاب درسی دیگری در حوزهٔ شهروندی، بحث در مورد مناقشه بر سر سرزمین‌های اشغالی را به‌کلی حذف کرده است. در آزمون‌های دیپلم دبیرستان در حوزهٔ شهروندی طی بیست سال گذشته، هیچ سؤالی دربارهٔ محدودیت حقوق فلسطینیان مطرح نشده است. در آزمون‌های دیپلم جغرافیا نیز خط سبز و فلسطینیان نادیده گرفته شده‌اند.

### لبنان
در لبنان با آوارگان فلسطینی همچون شهروندان درجه‌دو رفتار می‌شود. فلسطینیان در لبنان از دریافت تابعیت محروم‌اند، از برخی مشاغل منع شده‌اند، از آموزش رسمی کنار گذاشته شده‌اند و ناگزیرند در اردوگاه‌های پناهندگان زندگی کنند. در جریان جنگ داخلی لبنان، ضدیت با فلسطینیان در میان شماری از جناح‌های لبنانی رایج بود؛ این خصومت به‌ویژه در میان مسیحیان لبنان که در چارچوب جبهه لبنان در جناح راست با سازمان آزادی‌بخش فلسطین و گروه‌های چپ‌گرای دیگر می‌جنگیدند، برجسته بود. یکی از نمونه‌های بارز این پدیده، کشتار صبرا و شتیلا است که در آن، نیروهای قوات لبنانی (شبه‌نظامیان مسیحی) با حمایت نیروهای دفاعی اسرائیل صدها یا هزاران فلسطینی (و همچنین شماری از شیعیان لبنان) را در بیروت قتل‌عام کردند.

### ایالات متحده
در افکار عمومی آمریکا برای سال‌ها گرایش به حمایت از اسرائیل و مخالفت با فلسطینیان وجود داشته، هرچند در سدهٔ ۲۱، گرایش‌های طرفدار فلسطین در ایالات متحده افزایش یافته است.
بر پایهٔ نظرسنجی گالوپ در سال ۲۰۲۱، تنها ۲۵٪ از آمریکایی‌ها نسبت به فلسطینیان بیشتر از اسرائیلی‌ها ابراز همدلی می‌کردند، در حالی که ۵۸٪ طرفدار اسرائیل بودند و تنها ۳۴٪ باور داشتند که ایالات متحده باید در زمینهٔ درگیری اسرائیل و فلسطین فشار بیشتری بر اسرائیل وارد کند. با این حال، ۵۲٪ از آمریکایی‌ها از تأسیس یک دولت مستقل فلسطینی حمایت می‌کردند. دموکرات‌ها بیش از جمهوری‌خواهان گرایش به حمایت از فلسطینیان داشتند.
اندریا دورکین، نویسندهٔ یهودی-آمریکایی، در مقاله‌ای در سال ۱۹۹۰ با عنوان «اسرائیل: کشور کیست اصلاً؟» نوشت که یهودیان آمریکایی با ذهنیتی ضد فلسطینی تربیت می‌شوند؛ ذهنیتی که او آن را «پیش‌داوری عمیق و واقعی علیه فلسطینیان که معادل نفرت نژادی است» توصیف کرد.
در مه ۲۰۲۱، مرکز اسلامی طیبه در محلهٔ شیپس‌هد بی، بروکلین با گرافیتی‌ای ضد فلسطینی با عبارت «مرگ بر فلسطین»(به انگلیسی: Death 2 Palestine) مورد وندالیسم قرار گرفت. این رویداد به‌عنوان یک جرم ناشی از نفرت توسط ادارهٔ پلیس نیویورک بررسی شد. در دانشگاه میشیگان، رهبران دانشجویی در بیانیه‌ای، فضای ضد فلسطینی را که به گفتهٔ آنان در محوطهٔ دانشگاهی «مهارناپذیر» شده بود، محکوم کردند و گفتند که دانشجویان فلسطینی «به‌طور جدی به حاشیه رانده شده‌اند، از جمله از طریق سانسور و تهدید».
در نوامبر ۲۰۲۱، گروه حقوق بشری «پلستاین‌لیگال» شکایتی علیه دانشگاه جورج واشینگتن نزد دفتر حقوق بشر واشینگتن، دی.سی. ثبت کرد و مدعی شد که این دانشگاه در ارائهٔ خدمات درمانی به فلسطینیان تبعیض قائل شده است.
در ۹ نوامبر ۲۰۲۳، یکی از رهبران سابق گروه دانشجویی طرفدار فلسطین در دانشگاه کانکتیکت، که در سال ۲۰۲۲ فارغ‌التحصیل شده بود، دربارهٔ پیام‌های صوتی تهدیدآمیزی که دریافت کرده بود سخن گفت، زیرا شمارهٔ او هنوز در وب‌سایت گروه منتشر شده بود. یکی از این پیام‌ها، که از اوکلاهما ارسال شده بود، شامل توهین‌های نژادی بود و در آن، او را «تروریست» خوانده و گفته شده بود: «نمی‌توانم صبر کنم تا ببینم می‌میری». انجمن دانشجویان مسلمان دانشگاه نیز ایمیلی دریافت کرد که در آن کشته‌شدن فلسطینیان تمسخر شده بود. این پیام‌ها به اداره تحقیقات فدرال، پلیس دانشگاه و پلیس ایالتی گزارش شد.
در نخستین مناظره ریاست‌جمهوری ایالات متحده ۲۰۲۴ میان جو بایدن و دونالد ترامپ در ژوئن ۲۰۲۴، گزارش شد که ترامپ واژهٔ «فلسطینی» را به‌مثابه ناسزا به‌کار برده است.

## نمونه‌ها
منتقدان ضدیت با فلسطینیان گاه آن را از نظر اخلاقی به‌اندازهٔ یهودستیزی جدی می‌دانند، اما بر این باورند که ضدیت با فلسطینیان در جوامع غربی یا به رسمیت شناخته نمی‌شود یا به‌قدر کافی مورد توجه قرار نمی‌گیرد.

پس از آن‌که فروشگاه پوشاک زارا در ژوئن ۲۰۲۱ اظهارات ضد فلسطینی یکی از طراحان ارشد خود را محکوم کرد، مدل و بزرگ‌شدهٔ قدس شرقی قاهر حرش گفت که صنعت مد باید در برابر احساسات ضد فلسطینی موضع بگیرد:
ما معمولاً می‌بینیم برندها در برابر یهودستیزی موضع می‌گیرند، اما وقت آن رسیده که برندها در برابر ضدیت با فلسطینیان نیز بایستند.
در در سال ۲۰۱۵، کنش‌گران جنبش بایکوت، عدم سرمایه‌گذاری و تحریم اسرائیل در اسپانیا، متیاهو، رَپِر یهودی-آمریکایی را به ضدیت با فلسطینیان متهم کردند و موقتاً موفق شدند حضور او در جشنوارهٔ «روتوتوم سان‌اسپلش»(به انگلیسی: Rototom Sunsplash) را لغو کنند.

### فلسطینی‌ستیزی دیجیتال
سانسور صداهای فلسطینی و طرفدار فلسطین در اینترنت، به‌ویژه در رسانه‌های اجتماعی، به‌عنوان «آپارتاید دیجیتال» یا «اشغال دیجیتال» توصیف شده است.
فیسبوک و اینستاگرام از سوی کنش‌گران حقوق دیجیتال به سوگیری ضد فلسطینی متهم شده‌اند. از دیگر وب‌سایت‌هایی که به سوگیری ضد فلسطینی متهم شده‌اند می‌توان به ردیت، یوتیوب، توییتر و پی‌پل اشاره کرد.

### فلسطینی‌ستیزی در طول جنگ اسرائیل و حماس
در پی حملهٔ حماس به اسرائیل در ۷ اکتبر ۲۰۲۳ و آغاز جنگ غزه (۲۰۲۳), موجی از ضدیت با فلسطینیان، نژادپرستی ضد عرب و اسلام‌هراسی پدید آمده است. فلسطینیان نسبت به افزایش ضدیت با فلسطینیان در رسانه‌های جمعی و افزایش جرم‌های ناشی از نفرت علیه فلسطینیان ابراز نگرانی کرده‌اند. نهادهای حقوق بشری نیز از افزایش سخنان نفرت‌پراکن و تحریک به خشونت علیه فلسطینیان خبر داده‌اند.

### نقل قول‌ها
1. 1 2  Abu-Laban & Bakan 2021, pp. 143–149.
2. 1 2  Beinart 2021.
3. ↑  Kant, Immanuel (1974): Anthropology from a Pragmatic Point of View. Translated by Mary J. Gregor. The Hague: Martinus Nijhoff, cited in Chad Alan Goldberg, Politicide Revisited. University of Wisconsin-Madison
4. ↑  Gelbin, Cathy S.; Gilman, Sander L. (2017). Cosmopolitanisms and the Jews. University of Michigan Press: University of Michigan Press. ISBN 978-0-472-13041-2.
5. ↑  Riemer, Nick. Boycott Theory and the Struggle for Palestine: Universities, Intellectualism and Liberation. Rowman & Littlefield, 2022. p. 76.
6. ↑  Gendzier, Irene L. (1999-01-01). "Minority Alliances". Journal of Palestine Studies (به انگلیسی). 28 (2): 97–99. doi:10.2307/2537939. ISSN 0377-919X.
7. ↑  Biddle, Alice Speri, Sam (2023-03-27). "Anti-Palestinian Hate on Social Media Is Growing, Says a Facebook Partner". The Intercept (به انگلیسی). Retrieved 2024-11-06.
8. 1 2  Moor 2010.
9. ↑  Fekete, Liz (2024). "Anti-Palestinian racism and the criminalisation of international solidarity in Europe". Race & Class (به انگلیسی). 66 (1): 99–120. doi:10.1177/03063968241253708. ISSN 0306-3968.
10. 1 2  Jegić, Denijal. "Why is Germany so viciously anti-Palestinian?". Al Jazeera (به انگلیسی). Retrieved 2024-11-06.
11. ↑  "Geopolitics as anti-Palestinianism". Mondoweiss (به انگلیسی). 2022-08-22. Retrieved 2024-11-06.
12. ↑  Sirleaf, Matiangai V. S. (2024). "Palestine as a Litmus Test for Transitional Justice". The International Journal of Transitional Justice. 18: 162–188. doi:10.1093/ijtj/ijae012.
13. ↑  Maira 2016, p. 150.
14. ↑  Moustafa Bayoumi, Decades of spying and repression: the anti-Palestinian origins of American Islamophobia The Guardian 23 May 2024
15. ↑  O'Keefe 2018.
16. ↑  Engler 2018.
17. ↑  Aivalis 2021.
18. ↑  NDP Palestine Res 2021.
19. ↑  Gadzo 2020.
20. ↑  "Apology following dispute during school's culture day falls short, say protesters". Canadian Broadcasting Corporation. Retrieved 2023-05-04.
21. ↑  "Palestinian scarves controversy at Nova Scotia school prompts calls for public apology". Global News. Retrieved 2023-05-04.
22. ↑  AJE: French ban 2021.
23. ↑  Konrad, Edo (2021-07-21). "The Israelis challenging the German left's anti-Palestinian politics". +972 Magazine (به انگلیسی). Retrieved 2024-11-06.
24. ↑  Sharma, Gouri. "'Complete censorship': Germany's Palestinian diaspora fights crackdown". Al Jazeera (به انگلیسی). Retrieved 2024-11-06.
25. ↑  Abusalama, Majed. "Germany's anti-Palestinianism is escalating". Al Jazeera (به انگلیسی). Retrieved 2024-11-06.
26. ↑  Shemoelof 2021.
27. ↑  Nasr & Alkousaa 2019.
28. ↑  Bennhold 2019.
29. 1 2  Eno 2021.
30. ↑  "EU's 'Israeli independence' message rebuked in Palestine". Al Jazeera. 27 April 2023.
31. ↑  Knell, Yolande (27 April 2023). "Palestinians condemn EU's von der Leyen for 'racist trope'". BBC.
32. ↑  Lynch, Suzanne (27 April 2023). "Von der Leyen's Israel comments provoke Palestinian ire". Politico.
33. ↑  Fischer, L. (2019). "Deciphering Germany's Pro-Israel Consensus". Journal of Palestine Studies. 48 (2): 26–42. doi:10.1525/jps.2019.48.2.26. S2CID 159195502.
34. ↑  Tzuberi, Hannah C. (2020). ""The Sun Does Not Shine, It Radiates": On National(ist) Mergings in German Philosemitic Imagery of Tel Aviv".  In Reuveni, Gideon; Franklin, Diana (eds.). The Future of the German-Jewish Past: Memory and the Question of Antisemitism (به انگلیسی). Purdue University Press. hdl:20.500.12657/49467.
35. ↑  Judith Gruber (2021). "At the Intersection of Racial and Religious Othering: Theologies of Interreligious Dialogue as a Performance of White Christian Innocence?". Answerable for our Beliefs. Peeters. ISBN 978-9-0429-4742-9.
36. 1 2  Mashiach, Itay (2020-12-10). "In Germany, a Witch Hunt Is Raging Against Critics of Israel. Cultural Leaders Have Had Enough". Haaretz. Retrieved 2024-11-06.
37. ↑  "BREAKING-New Report Reveals Human Rights Violations Resulting from IHRA Definition of Antisemitism". European Legal Support Center (به انگلیسی). 2023-06-06. Retrieved 2024-11-06.
38. ↑  "Brian Eno: Artists must call out Germany's anti-Palestinian witch-hunt". Artists for Palestine UK (به انگلیسی). 2021-02-08. Retrieved 2024-11-06.
39. ↑  Harel, Amos (19 November 2021). "Settler Attacks on Palestinian Spike, Reflecting Israel's Systemic Failure". Haaretz. Retrieved 21 November 2023.
40. 1 2 3  Donnison, Jon (17 November 2011). "Concerns over rising settler violence in the West Bank". BBC. Retrieved March 25, 2012.
41. ↑  Daniel Byman, A High Price: The Triumphs and Failures of Israeli Counterterrorism, Oxford University Press/Saban Center, Brookings Institution, 2011 p. 292: 'Palestinian police are barred from responding to settler violence. This policy reduces friction between settlers and Palestinian authorities, but it decreases the overall credibility of the PA, which cannot defend its people from settler harassment and violence.'
42. ↑  "Violence by Extremists in the Jewish Settler Movement: A Rising Challenge". The Washington Institute for Near East Policy. November 25, 2008. Retrieved March 26, 2012.
43. ↑  Constance B. Hilliard, Does Israel have a future?: the case for a post-Zionist state, Potomac Books, Inc. , 2009 p. 59.
44. ↑  "'Hundreds join' settler violence". BBC (به انگلیسی). 2008-10-02. Retrieved 2024-02-27.
45. ↑  Weiss, Efrat (1995-06-20). "Rabbi slams Jewish 'hooligans' - Israel News, Ynetnews". Ynetnews. Ynetnews.com. Retrieved 2012-09-14.
46. ↑  Amitai Etzioni, Security First: For a Muscular, Moral Foreign Policy, Yale University Press, 2008 p. 119.
47. 1 2  Anshel Pfeffer, Top IDF officer warns: Settlers' radical fringe growing, Haaretz 20 October 2009.
48. ↑  Hider, James (March 21, 2012). "Israel 'turning blind eye' to West Bank settlers' attacks on Palestinians". The Guardian. London. Retrieved March 23, 2012.
49. ↑  Chaim Levinson, Gili Cohen and Jack Khoury, 'Palestinian mosque set on fire in suspected hate crime,' Haaretz, 15 January 2014. 'The annual totals are up from 115 in 2006 to 399 in 2013..'
50. ↑  Times of Israel Staff. "5-Year-Old Palestinian Boy Hurt by Rock Thrown at Car in Reported Settler Attack." The Times of Israel, January 22, 2021. Times of Israel
51. ↑  Gurvitz, Yossi (2012-04-08). "Jewish soldiers refuse to share Seder table with Druze comrades". 972mag. Retrieved 2012-09-10.
52. ↑  Israel Shahak. "The Real Significant of Baruch Goldstein". The Unjust Media. Archived from the original on 2015-03-26.
53. ↑  Kraft, Scott (1994-02-28). "Extremists Pay Tribute to Killer of 48 at Funeral". Los Angeles Times. p. A1.
54. ↑  Brownfeld, Allan C. (March 1999). "Growing Intolerance Threatens the Humane Jewish Tradition". Washington Report on Middle East Affairs: 84–89. Retrieved 2011-04-11.
55. ↑  Emran Qureshi; Michael Anthony Sells (2003). The new crusades: constructing the Muslim enemy. Columbia University Press. p. 129. ISBN 978-0-231-12667-0.
56. ↑  The ethics of war in Asian civilizations: a comparative perspective By Torkel Brekke, Routledge, 2006, p.44
57. ↑  Wilson, Rodney (2007). "Review Article: Islam and Terrorism". British Journal of Middle Eastern Studies. 34 (2): 203–213. doi:10.1080/13530190701427933. S2CID 144867169.
58. ↑  Haberman, Clyde (March 14, 1994). "Israel votes ban on Jewish groups linked to Kahane". The New York Times.
59. ↑  Surkes, Sue (2014-02-28). "The Goldstein massacre and the danger of escalation". The Times of Israel. Retrieved 2016-01-07.
60. ↑  AYELET WALDMAN (2014). "The Shame of Shuhada Street". The Atlantic.
61. ↑  Aditi, Bhaduri (May 21, 2006). "Fabled town, divided and bruised". The Hindu. Archived from the original on October 29, 2007. Retrieved October 19, 2009.
62. ↑  Haberman, Clyde (March 3, 1994). "West Bank Massacre; Israel Eases Curfew in Territories; Ensuing Riots Deepen Pessimism". The New York Times. p. A1. Retrieved November 23, 2015.
63. ↑  "Graveside party celebrates Hebron massacre". BBC News. March 21, 2000. Retrieved October 19, 2009.
64. ↑  "Israel's far-right leader Ben-Gvir wins adoring young fans". France24.com. 27 October 2022. Retrieved 2 November 2022.
65. ↑  Haaretz, 21 June 2020 In Israeli Textbooks, the Palestinians Are All but Invisible: A Study by Avner Ben-Amos of Tel Aviv University Shows that the Occupation is Rarely Mentioned in History, Civics or Geography Textbooks
66. ↑  Haaretz, 21 June 2020 In Israeli Textbooks, the Palestinians Are All but Invisible: A Study by Avner Ben-Amos of Tel Aviv University Shows that the Occupation is Rarely Mentioned in History, Civics or Geography Textbooks
67. ↑  Khoury 2017.
68. 1 2  Saad 2021.
69. ↑  "Israel: Whose Country Is It Anyway?". No Status Quo. Retrieved 2022-04-22.
70. ↑  Elassar 2021.
71. ↑  Pilkington 2021.
72. ↑  Kennedy & Trivedi 2021.
73. ↑  Kane 2021.
74. ↑  Wendling, Mike (2023-11-09). "Muslim students at University of Connecticut received threats over Israel-Gaza war". BBC News (به انگلیسی). Retrieved 2023-11-09.
75. ↑  Ben Samuels, Biden's Presidential Debate Bomb Overshadowed Trump's Use of 'Palestinian' as a Slur Haaretz 28 June 2024.
76. ↑  Haber 2016.
77. ↑  Abdelkader 2021.
78. ↑  Alz & Ayoub 2021.
79. ↑  Ontiveros 2015.
80. ↑  LeVine 2015.
81. ↑  Zahzah 2021.
82. ↑  "Israel's digital apartheid is silencing Palestinians". openDemocracy. 20 May 2021.
83. ↑  Brooking & Campbell 2021.
84. ↑  El-Haroun 2021.
85. ↑  Richard Silverstein (7 March 2022). "OPT: Reddit allegedly censors pro-Palestine news and threads by users violating its own online democracy slogan". United Nations Guiding Principles on Business and Human Rights (به انگلیسی).
86. ↑  Tahhan 2021.
87. ↑  "Palestinian Americans decry negative media portrayals, fear hate crimes". Washington Post. Archived from the original on 20 October 2023. Retrieved 22 October 2023.
88. ↑  "Battle against hate: Violence, bigotry toward Palestinian Americans spiking across US". USA Today. Archived from the original on 19 October 2023. Retrieved 22 October 2023.
89. ↑  "Rights group monitors rise in anti-Palestinian hate speech on social media". The Jordan Times. 24 October 2023. Archived from the original on 25 October 2023. Retrieved 25 October 2023.

## برای مطالعهٔ بیشتر
- "Austrian Parliament Adopts Resolution Condemning Anti-Semitism and the BDS Movement". سفارت اتریش در واشینگتن. 28 February 2020. Archived from the original on 9 June 2021. Retrieved 4 December 2021.
- Abu-Laban, Yasmeen; Bakan, Abigail B. (2022). "Anti-Palestinian Racism and Racial Gaslighting". The Political Quarterly. 93 (3): 508–516. doi:10.1111/1467-923X.13166. S2CID 250507449.
- "BDS Movement Slams Austria's Anti-Palestinian Resolution". International Middle East Media Center. 1 March 2020. Retrieved 11 December 2021.
- Maynard, Judy (8 December 2021). "The "Sydney Statement on anti-Palestinianism": An Analysis". AIJAC. Retrieved 7 December 2021.
- Moselmane, Shaoquett (24 November 2021a). "Shaoquett Moselmane - Accusations of anti-Semitism should not shield Israel from criticism". Arab Australia Magazine.
- Moselmane, Shaoquett (25 November 2021b). "Sydney Statement on Anti-Palestinianism". Australian Muslim Times. Retrieved 7 December 2021.
- Moussa, Emad (23 November 2021). "It's time to talk about anti-Palestinianism as a form of bigotry". Mondoweiss.
- Palestinian BDS National Committee (27 February 2020). "BDS movement condemns Austrian Parliament's anti-Palestinian resolution". جنبش بایکوت، عدم سرمایه‌گذاری و تحریم اسرائیل. Retrieved 4 December 2021.
- "Palestinian boycott movement slams Austrian parliament anti-BDS motion". MEMO. Retrieved 7 December 2021.
- "Statement on Palestinian Activism". CUNY School of Law. 30 June 2021.
- "The Sydney Statement on Anti-Palestinianism" (PDF). Arab Australian Federation. September 2021. Retrieved 7 December 2021.